# El Impulso
El Impulso četvrti je studijski album urugvajskog vokalno-instrumentalnog sastava La Vela Puerca objavljen početkom travanj 2007. Album je sniman u studenom i prosincu 2006. godine pod vodstvom snimatelja Julia Berte. Snimanje se odvilo u studijima  Panda Studios u Buenos Aires, u Agentini i IFU u Montevideu, u Urugvaju. No, nakon snimanja album se još dorađivao u američkom studiju u Los Angelesu, pod stručnim vodstvom Toma Bakera. Cijeli album je glazbeno osmislio i priredio urugvajski skladatelj Juan Campodónico. na albumu su se pojavila i dva singla koji su osim na albumu izašli i kao samostalne pjesme na iTunesu; pjesma Fragil u utorak, 29. ožujka 2007. i pjesma El Señor, koja je izašla početkom 2008. uz video spot.

## Popis pjesama
- Frágil
- El "Señor"
- Su Ración
- Neutro
- Me Pierdo
- Clones
- Colabore
- Para No Verme Más
- Con El Destino
- Sanar
- Pino
- La Sin Razón
- Hoy Tranquilo

## Vanjske poveznice
- (šp.) Matías Peluffo, Kritika albuma na stranici rock.com.ar, objavljeno 23. kolovoza 2007.